# Юровце (Подляское воеводство)
Юро́вце (пол. Jurowce) — деревня в Белостокском повете Подляского воеводства Польши. Входит в состав гмины Василькув. По данным переписи 2011 года, в деревне проживал 571 человек.

## География
Деревня расположена на северо-востоке Польши, к северу от реки Супрасль, на расстоянии приблизительно 7 километров (по прямой) к северу от города Белостока, административного центра повета. Абсолютная высота — 132 метра над уровнем моря. Через Юровце проходит скоростная автомагистраль S8.

## История
В конце XVIII века Юровце входило в состав Бельского повета Подляшского воеводства Королевства Польского. В период с 1975 по 1998 годы деревня являлась частью Белостокского воеводства.